# ماونت پلزنت، شهرستان کس، ایندیانا
ماونت پلزنت (به انگلیسی: Mount Pleasant) یک منطقهٔ مسکونی در ایالات متحده آمریکا است که در شهرستان کاس، ایندیانا واقع شده‌است. ماونت پلزنت  ۲۳۸٫۰۵ متر بالاتر از سطح دریا واقع شده‌است.